# Kup Svetog Duje
Kup Svetog Duje organizira MK Split.
Od 2006. godine turnir za seniorke u disciplini mač te od 2008. godine turnir za seniore u disciplini mač postaju službena natjecanja Svjetske mačevalačke federacije (FIE) i nose oznaku FIE Satelita i ostvareni rezultati boduju se za Svjetski kup.
Organiziran je na poticaj Gradskog poglavarstva Splita koje je pozvalo sve splitske sportske udruge na obilježavanje 1700. obljetnice urbanog življenja u Splitu. Organizaciji sportskog natjecanja uz Dan grada - blagdan Sv. Dujma, 1995. godine odazvao se i splitski mačevalački klub s ovim natjecanjem.

## Mač
http://www.split-macevanje.hr/rezultati/  Arhivirana inačica izvorne stranice od 27. listopada 2020. (Wayback Machine)
| Izdanje   | Broj država | Broj natjecatelj(ic)a | Broj natjecatelj(ic)a | M                    | M                            | Ž                     | Ž                       |
| --------- | ----------- | --------------------- | --------------------- | -------------------- | ---------------------------- | --------------------- | ----------------------- |
| Izdanje   | Broj država | M                     | Ž                     | Pobjednik            | Finalist                     | Pobjednica            | Finalistica             |
| 2020.     |             |                       |                       | Nepoznata kratica »« | Nepoznata kratica »«         | Nepoznata kratica »«  | Nepoznata kratica »«    |
| 2019.     |             |                       |                       | Nepoznata kratica »« | Nepoznata kratica »«         | Nepoznata kratica »«  | Nepoznata kratica »«    |
| 10. 2018. |             |                       |                       | Sergey Khodos        | Jesus Andres Lugones Ruggeri | Katrina Lehis         | Tatyana Andryushina     |
| 4. 2018.  |             |                       |                       | Federico Bollati     | Jesus Andres Lugones Ruggeri | Kaylin Sin Yan Hsieh  | Reka Szabo              |
| 2017.     |             |                       |                       | Alin Mitrica         | Pascal Heidecker             | Leonora Mackinnon (2) | Ana Mesić               |
| 2016.     |             |                       |                       | Matteo Tagliariol    | Francisco Limardo            | Leonora Mackinnon     | Dagmar Ciparova         |
| 2015.     |             |                       |                       | Tristan Tulen        | Jesus Andres Lugones Ruggeri | Kata Mihaly           | Kelly Boone             |
| 2014.     |             |                       |                       | Otto Tardi           | Athos Schwantes              | Kelly Boone           | Romana Caran            |
| 2013.     |             |                       |                       | Jorg Mathe           | Solt Serra                   | Julia Kirschen        | Kata Mihaly             |
| 2012.     |             |                       |                       | Yusuf Bojte          | Tommi Hurme                  | Alksandra Jevremović  | Karin Louise Hooge      |
| 2011.     |             |                       |                       | Alexandru Nyisztor   | Tommi Hurme                  | Roxana Lazar          | Lis Frautsch            |
| 2010.     |             |                       |                       | Edoardo Munzone      | Marin Dorian Pirvan          | Smiljka Rodić (2)     | Raluca Cristina Sbarcia |
| 2009.     |             |                       |                       | Uroš Balent          | Ozren Debić                  | Smiljka Rodić         | Vassiliki Koubani       |
| 2008.     |             |                       |                       | Ozren Debić          | Martin Slodnjak              | Romana Caran (2)      | Smiljka Rodić           |
| 2007.     |             |                       |                       | Ognjen Vesić         | Martin Petričić              | Margherita Guzzi      | Melinda Mancinelli      |
| 2006.     |             |                       |                       | Miro Lušić           | Bojan Mijatović              | Romana Caran          | Lea-Anne Lee            |
| 2005.     |             |                       |                       | Nepoznata kratica »« | Nepoznata kratica »«         | Nepoznata kratica »«  | Nepoznata kratica »«    |
| 2004.     |             |                       |                       | Nepoznata kratica »« | Nepoznata kratica »«         | Nepoznata kratica »«  | Nepoznata kratica »«    |
| 2003.     |             |                       |                       | Nepoznata kratica »« | Nepoznata kratica »«         | Nepoznata kratica »«  | Nepoznata kratica »«    |
| 2002.     |             |                       |                       | Nepoznata kratica »« | Nepoznata kratica »«         | Nepoznata kratica »«  | Nepoznata kratica »«    |
| 2001.     |             |                       |                       | Nepoznata kratica »« | Nepoznata kratica »«         | Nepoznata kratica »«  | Nepoznata kratica »«    |
| 2000.     |             |                       |                       | Nepoznata kratica »« | Nepoznata kratica »«         | Nepoznata kratica »«  | Nepoznata kratica »«    |
| 1999.     |             |                       |                       | Nepoznata kratica »« | Nepoznata kratica »«         | Nepoznata kratica »«  | Nepoznata kratica »«    |
| 1998.     |             |                       |                       | Nepoznata kratica »« | Nepoznata kratica »«         | Nepoznata kratica »«  | Nepoznata kratica »«    |
| 1997.     |             |                       |                       | Nepoznata kratica »« | Nepoznata kratica »«         | Nepoznata kratica »«  | Nepoznata kratica »«    |
| 1996.     |             |                       |                       | Nepoznata kratica »« | Nepoznata kratica »«         | Nepoznata kratica »«  | Nepoznata kratica »«    |
| 1995.     |             |                       |                       | Nepoznata kratica »« | Nepoznata kratica »«         | Nepoznata kratica »«  | Nepoznata kratica »«    |

|   | Mačeval-ac/ica    | Pobjede | Finala |
| - | ----------------- | ------- | ------ |
| Ž | Romana Caran      | 2       | 3      |
| Ž | Leonora Mackinnon | 2       | 2      |
| Ž | Smiljka Rodić     | 2       | 3      |